# Beamys
A Beamys az emlősök (Mammalia) osztályának a rágcsálók (Rodentia) rendjébe, ezen belül a madagaszkáriegér-félék (Nesomyidae) családjába tartozó nem.

## Rendszerezés
A nembe az alábbi 2 faj tartozik:
- Beamys hindei Thomas, 1909 – típusfaj
- Beamys major Dollman, 1914